# TCAD
科技電腦輔助設計（英語：Technology Computer Aided Design，縮頭字TCAD），是一種用於半導體元件製造建模的電子設計自動化工具。世界上商用的TCAD工具有：Silvaco公司的ATHENA和Atlas，新思科技的TSupprem和Medici，ISE公司（已经被Synopsys公司收购）的Dios和Dessis，GMPT公司的NuwaTCAD以及Crosslight Software公司的Csuprem和APSYS。此外还有维也纳TCAD GlobalSolution公司的TCAD套件，以及新加坡Cogenda公司的VisualTCAD套件。